# 皇陵卫
皇陵卫，明朝时设置的卫所。
洪武二年（1369年）置，是明皇陵的軍事守護管理機構，位於安徽省滁州市凤阳县中都街道。隶属于中都留守司，清朝时废。